# 石倉力
石倉 力（いしくら ちから 1973年11月12日 - ）は、日本の元俳優。現在はセガのモバイルゲームディレクター。愛媛県松山市出身。愛媛県立松山東高等学校、明治大学文学部卒業。身長182cm、体重65kg。既婚。趣味は機械いじり。「ポッキー」という犬を飼っている。

## 来歴・人物
明治大学学生劇団「騒動舎」を経て、1993年に演劇集団『ジョビジョバ』のメンバーとしてデビュー。メンバーの中ではいちばん若く、舞台、テレビ、ラジオではいじられ役がお約束だった。2002年のジョビジョバ活動休止後は研音に入社し、2003年2月から江角マキコのマネージャーを務めていた。そのため、ナインティナインのオールナイトニッポンでナインティナインから話のネタにされたことがある。
その後はニート、日雇い派遣、ブラック企業勤務などを経験してセガに入社した。

## 出演作品

### 映画
- アドレナリンドライブ（1999年）
- スペーストラベラーズ（2000年）
- LOVE SONG（2001年）
- ショコキ!（2001年）
- DRIVE（2002年）
- 呪怨（2003年）

### テレビドラマ
- 友達の恋人（1997年・TBS）
- てっぺん（1999年・テレビ朝日）
- ラブ・レボリューション（2001年・フジテレビ）
- スチュワーデス刑事6（2001年・フジテレビ）
- 私立探偵濱マイク(2002年・読売テレビ)

### CM
- ブリヂストン（1997年・ラジオCM）
- NTTパーソナル東北
- アートネイチャー（2002年）

## コラム
- ソフトバンクパブリッシング『ザ・プレイステーション2』（2001年）